# Las Magdalenas, San Luis Potosí
Las Magdalenas är en ort i Mexiko.   Den ligger i kommunen Rioverde och delstaten San Luis Potosí, i den centrala delen av landet, 280 km norr om huvudstaden Mexico City. Las Magdalenas ligger 988 meter över havet och antalet invånare är 543.
Terrängen runt Las Magdalenas är platt åt nordost, men åt sydväst är den kuperad. Runt Las Magdalenas är det ganska glesbefolkat, med 29 invånare per kvadratkilometer. Närmaste större samhälle är Río Verde, 10,4 km norr om Las Magdalenas. I omgivningarna runt Las Magdalenas växer huvudsakligen savannskog.